# Ruber Marín
Ruber Alveiro Marín Valencia (Argelia, 7 giugno 1968) è un ex ciclista su strada colombiano.
Professionista tra il 1992 ed il 2004, partecipò a due edizioni dei giochi olimpici.

## Carriera
I principali successi da professionista di Ruber Marín furono nove tappe alla Vuelta a Colombia (una nel 1991, due nel 1992, due nel 1993, una nel 1994, una nel 1995, una nel 1999 e una nel 2000), due tappe al Clásico RCN nel 1993 e una nel 1995, una tappe alla Vuelta al Táchira nel 2000 e una nel 2003, e una frazione al Tour de Langkawi nel 2004. Partecipò a sei edizioni del Giro d'Italia, ad un campionato del mondo e a due edizioni dei Giochi olimpici.

## Palmarès
- 1990

2ª tappa Gran Premio Internacional de Café (Funsal > Guatavita)
- 1991

1ª tappa Vuelta a Colombia
- 1992

1ª tappa Vuelta a Colombia
7ª tappa Vuelta a Colombia
- 1993

4ª tappa Vuelta a Colombia
5ª tappa Vuelta a Colombia
2ª tappa Clásico RCN
3ª tappa Clásico RCN
- 1994

10ª tappa Vuelta a Colombia
- 1995

9ª tappa Clásico RCN (Bogotà > Bogotà)
1ª tappa Vuelta a Colombia (Duitama > Villa de Leyva)
- 1999

3ª tappa Vuelta a Colombia
- 2000

10ª tappa Vuelta al Táchira (Táriba > San Antonio del Táchira)
13ª tappa Vuelta a Colombia (Ibagué > Soacha)
- 2002

2ª tappa Clásica de la Feria (Manizales > Manizales)
- 2003

6ª tappa Vuelta al Táchira (Santa Bárbara del Zulia > Mérida)
- 2004

9ª tappa Tour de Langkawi (Kuala Lumpur > Genting Highlands)

## Piazzamenti

### Grandi Giri
- Giro d'Italia

1992: 58º
2000: 77º
2001: 110º
2002: 74º
2003: 85º
2004: 83º

### Competizioni mondiali
- Mondiali su strada

Stoccarda 1991 - In linea dilettanti: 18º
Benidorm 1992 - In linea: 28º
- Giochi olimpici

Atlanta 1996 - In linea: 47º
Sydney 2000 - In linea: 31º